# André Tosello
André Tosello (31 de julho de 1914 – Campinas, 24 de novembro de 1982) foi um agrônomo e cientista brasileiro.

## Formação acadêmica
Filho de imigrantes italianos, formou-se em agronomia pela Escola Superior de Agricultura Luiz de Queiroz (Esalq/USP), e foi um dos principais idealizadores e fundadores, no início dos anos 60, do Centro Tropical de Pesquisas e Tecnologias de Alimentos (CTPTA) que depois deu origem ao Instituto de Tecnologia de Alimentos (ITAL).

## Legado
Foi um dos fundadores, além de ser o primeiro presidente da Associação Latino-Americana de Ciência e Tecnologia de Alimentos (ALACCTA), em 1966, após reunião do II Congresso Internacional de Ciência e Tecnologia de Alimentos realizado na Polônia, no mesmo ano. Oito meses após, em uma reunião ocorrida em 8 de abril de 1967, no Centro de Treinamento, em Campinas, que originou a atual Coodenadoria de Assistência Técnica Integral (CATI), 71 profissionais assinaram a primeira ata de criação da Sociedade Brasileira de Ciência e Tecnologia de Alimentos (SBCTA) e elegeram a primeira diretoria na qual Walter Joaquim dos Santos foi escolhido como primeiro presidente
Foi também o fundador da Faculdade de Tecnologia de Alimentos (FTA), que viria, no momento da fundação da Universidade Estadual de Campinas integrar-se à estrutura desta sob a forma da Faculdade de Engenharia de Alimentos da Unicamp em 1966, a primeira do gênero na América latina, a qual se tornaria o primeiro diretor, em 31 de janeiro de 1967..
Além disso, criou a Fundação André Tosello (FAT), criada em 4 de março de 1971, que é uma instituição privada sem fins lucrativos, órgão de utilidade pública municipal (Lei 4081, de 28/09/1971) e federal (Decreto 98.799 de 05/01/1990), que entre outra atribuições, administra a Coleção de Culturas Tropical (CCT) desde 1988. O acervo da CCT é composto por cerca de 7500 linhagens entre bactérias, fungos filamentosos e leveduras. Tornou-se uma coleção especializada em microrganismos não patogênicos ao homem, de interesse científico, industrial e ambiental.

## Reconhecimento
Em sua homenagem, a SBCTA criou o Prêmio André Tosello concedido a cada dois anos para homenagear profissionais que promovam o desenvolvimento das ciências ligadas aos alimentos.